# Joshua John
Joshua Arnold John (Alkmaar, Países Bajos, 1 de octubre de 1988) es un futbolista profesional neerlandés que juega como extremo y se encuentra sin club. Representa a Aruba a nivel internacional.

## Carrera

### Sparta Rotterdam
Joshua John pasó por los equipos juveniles de SV Koedijk, Ajax, RKC Waalwijk y Sparta Rotterdam. Hizo su debut profesional el 10 de mayo de 2007, entrando como suplente de Marvin Emnes, en una derrota por 3-2 contra NEC en los play-offs.
John hizo su primera aparición en la temporada 2007-08 en el partido de liga contra Groningen el 29 de septiembre de 2007, sustituyendo a Sjaak Polak, en la derrota por 1-0. No fue hasta el 30 de marzo de 2008 cuando marcó su primer gol como profesional con el club, en el empate 2-2 ante el Willem II. A pesar de estar fuera de juego durante la mayor parte de la temporada, John hizo doce apariciones para el equipo.
Al comienzo de la temporada 2008-09, John anotó en el primer partido, en la derrota por 5-2 contra el ADO Den Haag. Luego marcó dos goles más a fines de 2008 contra Roda JC y Ajax. Como resultado, a principios de enero de 2009 se anunció que John firmó un contrato con el club, manteniéndolo hasta 2012. Luego, John jugó un papel vital en un partido contra ADO Den Haag el 11 de abril de 2009 cuando asistió dos veces, en la victoria por 2-1. John puso fin a su sequía de goles cuando anotó contra el Ajax por segunda vez esta temporada, en la victoria por 4-0 el 3 de mayo de 2009. Al final de 2008-09, John apareció 34 veces y anotó 4 veces en todas las competiciones.
En la temporada 2009-10, su primer gol de la temporada no fue hasta el 22 de diciembre de 2009, cuando anotó en una victoria por 5-0 sobre VV Baronie en los octavos de final de la Copa KNVB. No fue hasta el 14 de febrero de 2010 cuando marcó su primer gol de liga de la temporada en la victoria por 2-0 sobre el VVV-Venlo. Volvió a marcar en el último partido de la temporada, en la derrota por 3-1 ante el Groningen. A pesar de ser dejado de lado a medida que avanzaba la temporada, John hizo treinta y seis apariciones y anotó tres veces en todas las competiciones.
En la temporada 2010-11, John comenzó bien la temporada cuando ayudó al equipo a ganar el primer partido, el cual fue una victoria por 12-1 sobre el Almere City el 20 de agosto de 2010. No fue hasta el 3 de septiembre de 2010 cuando John anotó, además de asistir dos goles, en el empate 3-3 contra Fortuna Sittard. Luego marcó dos goles más a fines de 2010, en una victoria por 5-0 sobre Emmen y Telstar. Sin embargo, John fue expulsado solo 11 minutos después de entrar como suplente en la derrota por 2-1 contra Emmen el 21 de enero de 2011. No fue hasta el 11 de marzo de 2011 cuando volvió a marcar por segunda vez esta temporada, en la derrota por 3-1 ante el Fortuna Sittard. Aunque sufrió lesiones durante la temporada, John terminó la temporada 2010-11 haciendo 31 apariciones y anotando 4 veces en todas las competiciones.
En la temporada 2011-12, John anotó su primer gol de la temporada en la derrota por 3-2 contra el Helmond Sport el 12 de agosto de 2011. En medio del comienzo de la temporada, se rumoró que John se iría del Sparta Rotterdam y el Swansea City de la Premier League estaba acordando los términos para ficharlo, pero la transferencia fracasó debido a las demandas salariales de John. A lo largo de septiembre y principios de octubre, John estuvo inactivo por una lesión y fue expulsado del primer equipo después de tener diferencias con el entrenador Michel Vonk. La suspensión del primer equipo duró hasta el 13 de octubre de 2011. Anotó en su regreso el 23 de octubre de 2011, en la victoria por 4-1 sobre Go Ahead Eagles y anotó dos semanas después, el 4 de noviembre de 2011, en la victoria por 6-0 del AGOVV. Sin embargo, John recibió una tarjeta roja directa después de cometer una falta contra Sjors Verdellen en la victoria por 2-1 sobre el SC Veendam el 9 de diciembre de 2011, en lo que resulta ser su última aparición con el Sparta Rotterdam. Por su acción, John recibió una suspensión de tres partidos.

### FC Twente
El 16 de enero de 2012 se anunció que John se unió al Twente, firmando un contrato de dos años, con opción de extensión por otra temporada junto a Daniel Fernandes.
John hizo su debut en el FC Twente cinco días después, el 21 de enero de 2012, tras fichar por el club, entrando como suplente en la victoria por 5-0 sobre el RKC Waalwijk. A pesar de que John luchó para establecerse en el Twente, pasó el resto de la temporada en el banco de suplentes, haciendo cuatro apariciones.
Al comienzo de la temporada 2012-13, John comenzó bien cuando anotó y asistió un gol, en la victoria por 6-0 sobre la UE Santa Coloma en la primera ronda de la fase de clasificación de la UEFA Europa League. Posteriormente, el club pasó a la siguiente ronda después de vencerlos por 3-0 en el partido de vuelta. Sin embargo, John seguía teniendo pocas oportunidades en el primer equipo.
En la temporada 2013-14, John regresó al primer equipo del Twente e hizo su primera aparición en el equipo por primera vez en un año, en un empate 0-0 contra el RKC Waalwijk en el primer partido de la temporada. Sin embargo, con cuatro apariciones realizadas a fines de agosto, las oportunidades de John en el primer equipo se disiparon aún más, lo que llevó a su salida del club.

### FC Nordsjælland (cedido)
El 2 de agosto de 2012, se anunció que John se unió al FC Nordsjælland con contrato para una temporada.
John rápidamente tuvo un impacto en el FC Nordsjælland cuando anotó en el primer partido de la temporada, en el empate 1-1 contra el AaB Fodbold. Esto fue seguido por marcar 4 goles en la victoria por 6-1 contra Silkeborg. Después de agregar un gol más a su cuenta a fines de agosto, John fue nombrado Jugador del mes de agosto. John luego anotó dos goles en dos partidos entre el 22 de septiembre de 2012 y el 28 de septiembre de 2012 contra Randers y Esbjerg. Luego sumó dos goles más ante AGF y Chelsea en la UEFA Champions League. A pesar de una derrota por 6-1 el 5 de diciembre de 2012, John describió marcar contra el Chelsea “como un momento especial para marcar en la Liga de Campeones". Luego, John anotó, además de asistir un gol, en la victoria por 2-0 sobre AGF el 29 de marzo de 2013. Sin embargo, sufrió una lesión que lo dejó fuera por el resto de la temporada.
Al final de la temporada 2012-13, John regresó a su club principal, después de haber disputado 28 partidos y marcado 11 goles en todas las competiciones.

### FC Nordsjælland
El 2 de septiembre de 2013, John firmó un contrato de 3 años y medio con el FC Nordsjælland de la Superliga danesa. Anteriormente, el club estaba interesado en fichar a John de forma permanente, pero a lo largo del verano, John estuvo previamente pretendido por sus rivales daneses Brøndby y Copenhague.
John anotó su primer gol para el club desde que fichó de forma permanente en la derrota por 2-1 contra el Midtjylland. Dos semanas después, el 30 de septiembre de 2013, volvió a marcar en la victoria por 1-0 sobre el Randers. Luego marcó dos goles el 9 de noviembre de 2013, en la victoria por 3-0 sobre el SønderjyskE. John luego agregó dos goles más, contra Aalborg BK y Viborg. A pesar de perderse un juego, John terminó su primera temporada en el club haciendo 33 apariciones y anotando 9 veces en todas las competiciones.
En la temporada 2014-15, John se perdió el comienzo de la temporada debido a la rotación de jugadores dentro del club. Al regresar al primer equipo, John marcó dos goles en dos partidos entre el 3 y el 9 de agosto de 2014 contra el Esbjerg y el Aalborg BK. John anotó dos goles el 7 de marzo de 2015, en la victoria por 4-0 sobre el SønderjyskE, poniendo fin a su sequía de goles de seis meses. Después del partido, John dijo que se comprometió a marcar más goles. Al final de la temporada 2014-15, John hizo 31 apariciones y anotó 5 veces en todas las competiciones.
En la temporada 2015-16, John continuó en el FC Nordsjælland a pesar de que estaba interesado en irse en el verano. Sin embargo, John fue relegado al banco de suplentes como resultado de no poder dejar el club. Posteriormente, John sufrió una lesión que lo mantuvo fuera durante todo el mes de septiembre. Después de regresar al primer equipo tras una lesión, John anotó su primer gol de la temporada, en la victoria por 3-0 sobre el Aalborg BK el 25 de octubre de 2015. El 7 de noviembre de 2015, anotó en la victoria por 1-0 sobre Hobro. A medida que avanzaba la temporada 2015-16, John marcó dos goles más contra AGF y Viborg. Terminó la temporada, haciendo 23 apariciones y anotando 4 veces en todas las competiciones.
Antes de la temporada 2016-17, John continuó expresando su deseo de dejar el club y afirmó que "es hora de un cambio". Más tarde afirmó que varios clubes turcos estaban interesados en ficharlo. En medio de las especulaciones de transferencia, John anotó el primer partido de la temporada 2016-17, en la victoria por 4-0 sobre Viborg. Luego hizo tres apariciones con el equipo al comienzo de la temporada 2016-17 antes de mudarse a Bursaspor.
Durante su etapa en el FC Nordsjælland, John disputó 101 partidos y marcó 28 goles.

### Bursaspor
Después de cuatro años en el FC Nordsjælland, John se mudó a Turquía cuando se unió al Bursaspor el 15 de agosto de 2016. Al unirse a Bursaspor, John describió la tranferencia como una "gran oportunidad".
John hizo su debut en el Bursaspor, donde entró como suplente de Tomáš Necid en la segunda mitad, en la derrota por 2-0 contra el İstanbul Başakşehir el 28 de agosto de 2016. Asistió un gol para Pablo Batalla, quien anotó el único gol del juego en la victoria por 1-0 sobre el Fenerbahçe. Sin embargo, la temporada de John en Bursaspor estuvo plagada de lesiones durante la temporada 2016-17. No fue hasta el 4 de marzo de 2017 cuando marcó su primer gol con el club, en la victoria por 2-1 sobre el Gaziantepspor. En su primera temporada en el Bursaspor, John disputó 27 partidos y marcó 1 gol en todas las competiciones.

### FC Kaisar
El 8 de enero de 2019, John se unió al FC Kaisar en la Premier League de Kazajistán.

### VVV-Venlo
En septiembre de 2020, John regresó a la Eredivisie con el VVV-Venlo con contrato de un año con opción de 2 años. Tras su descenso a la Eerste Divisie al final de la temporada, Venlo optó por no extender su contrato.

## Selección nacional
John fue convocado por Países Bajos sub-21 por primera vez en febrero de 2009. Marcó en su debut con Países Bajos sub-21 el 11 de febrero de 2009, en la victoria por 4-1 sobre Grecia Sub-21. Su segundo gol llegó el 13 de noviembre de 2009, en la victoria por 3-0 sobre Liechtenstein sub-21.
El 29 de abril de 2014, la Asociación de Fútbol de Aruba confirmó que John era "elegible para jugar con la selección de Aruba", sugiriendo que en un futuro lo convocarían para el equipo. John ya había sido pretendido anteriormente por la selección nacional de Aruba. Finalmente hizo su debut internacional absoluto contra Bermudas el 9 de septiembre de 2018.

## Estadísticas

### Goles internacionales
| N.º | Fecha                   | Sede                                                        | Adversario        | Gol  | Resultado | Competencia                                           |
| --- | ----------------------- | ----------------------------------------------------------- | ----------------- | ---- | --------- | ----------------------------------------------------- |
| 1.  | 22 de marzo de 2019     | Estadio Sir Vivian Richards, North Sound, Antigua y Barbuda | Santa Lucía       | 1 –1 | 2–3       | Clasificación de la Liga de Naciones CONCACAF 2019-20 |
| 2.  | 18 de noviembre de 2019 | Estadio Ergilio Hato, Willemstad, Curazao                   | Antigua y Barbuda | 1 –0 | 2–3       | 2019-20 CONCACAF Liga de Naciones B                   |
| 3.  | 2 de junio de 2021      | Academia IMG, Bradenton, Estados Unidos                     | Islas Caimán      | 1 –1 | 3-1       | Clasificación para la Copa Mundial de la FIFA 2022    |
| 4.  | 2 de junio de 2021      | Academia IMG, Bradenton, Estados Unidos                     | Islas Caimán      | 2 –1 | 3-1       | Clasificación para la Copa Mundial de la FIFA 2022    |

## Vida personal
John está casado con Tessa John y tienen dos hijos, un niño y una niña nacida en 2017.